# Kiskutas
Kiskutas è un comune dell'Ungheria di 197 abitanti (dati 2022). È situato nella contea di Zala.